# Gyula Pusztai
Gyula Pusztai, madžarski politik, * 3. februar 1945, Olaszfa, Madžarska, † 10. april 2005.

## Odlikovanja in nagrade
Leta 1997 je prejel častni znak svobode Republike Slovenije z naslednjo utemeljitvijo: »za dela in zasluge v prid slovenski osamosvojitvi ter za utrjevanje in bogatitev dobrososedskih odnosov med Republiko Slovenijo in Republiko Madžarsko«.